# Maréchaussée royale
La maréchaussée royale (Koninklijke Marechaussee) est le corps de gendarmerie nationale (c’est-à-dire une force de police à statut militaire) du Royaume des Pays-Bas. Les Pays-Bas disposent également d'une force de police nationale à statut civil. La maréchaussée représente l'une des quatre forces armées du pays. En plus de sa mission de police, le corps est chargé du contrôle de l'immigration, de la sécurisation de la monnaie, et de la protection du corps diplomatique et des membres de la famille royale.

## Histoire

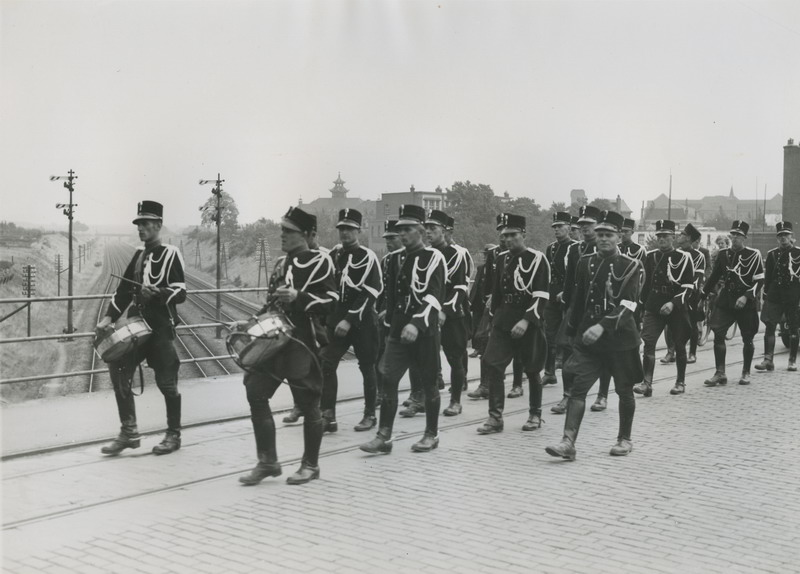
Un détachement en 1937.

Le 26 octobre 1814, le roi des Pays-Bas Guillaume Ier signa le décret de formation du corps de la maréchaussée royale. L'emblème choisi fut la grenade (reprise du choix français) dont le symbole remonte au XVIe siècle, époque à laquelle toute compagnie d'infanterie comptait dans ses rangs quatre grenadiers.
Le 5 juillet 1940, les autorités allemandes d'occupation ont incorporé la maréchaussée royale à la police civile, le corps perdant alors son statut militaire et son appellation royale. Les corps de police provinciaux et municipaux ont été également suspendus et intégrés à la maréchaussée, créant un corps de police d'État unique pour les missions hors des villes.
Après la libération, le gouvernement a décidé de maintenir un corps de police unique dans les districts de campagne (la Police d'État, qui a existé jusqu'en 1993) et de redonner et confirmer à la maréchaussée royale son statut de corps de police militaire.
La maréchaussée est soumise à la loi du 19 décembre 1931 portant statut du personnel militaire et au règlement du 25 février 1982 pour l'application de cette loi.

## Organisation
Malgré sa dénomination différente, la maréchaussée royale repose sur les mêmes fondements que la gendarmerie française, en vertu desquels elle est dotée d'un statut militaire. Elle est composée en 2013 d'un effectif d'environ 5 900 personnes.
La maréchaussée royale néerlandaise est :
- un corps militaire possédant un haut degré de disponibilité et un remarquable esprit de corps ;
- un corps stationné en caserne disposant d'un haut degré de capacité, d'indépendance, de solidarité ;
- un corps monté (motorisé aujourd'hui), donc mobile.

### Ministère de rattachement

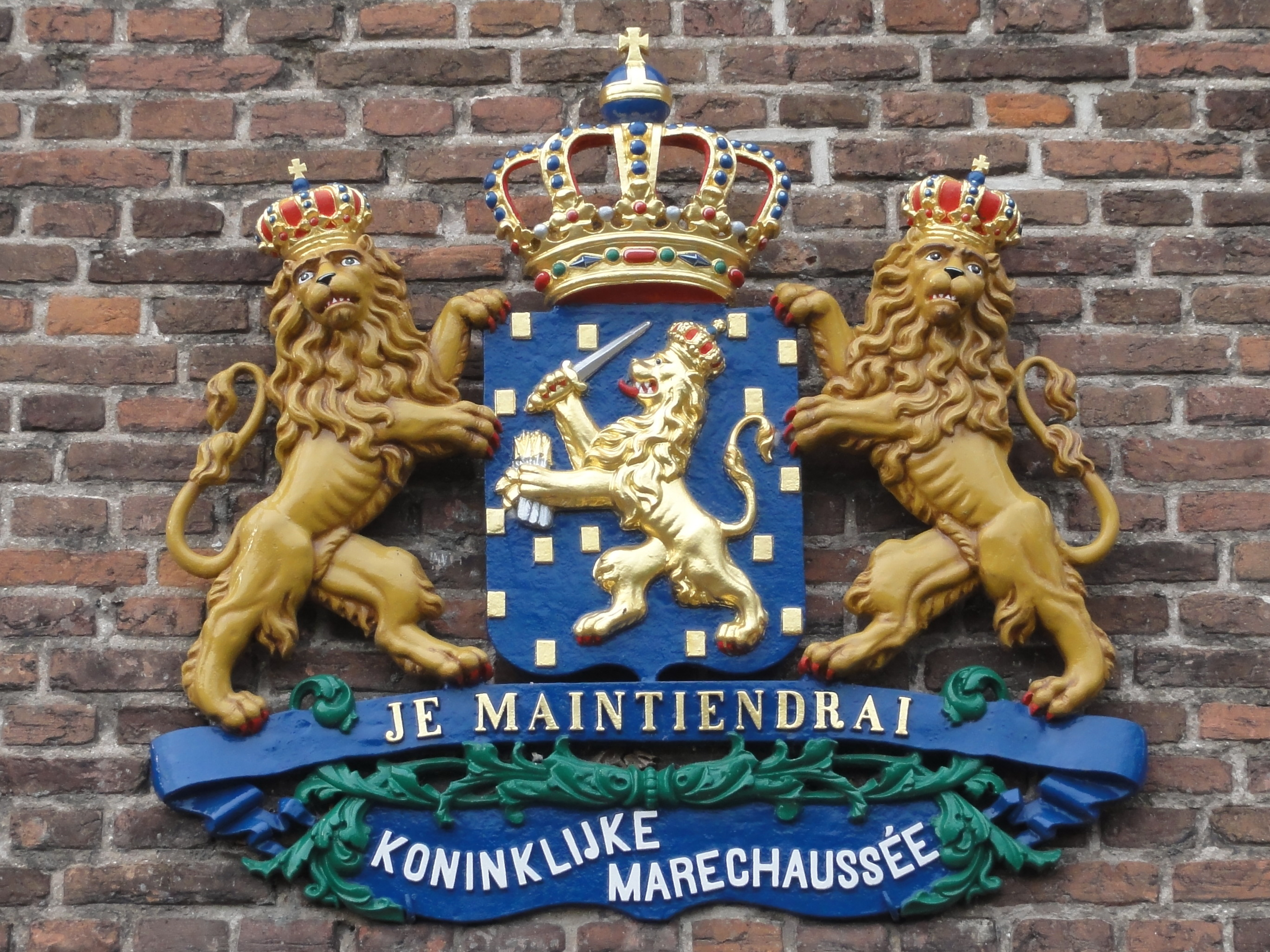
Blason historique de la maréchaussée néerlandaise.

La maréchaussée dépend du ministère de la Défense, mais la direction et la gestion des armes (c'est ainsi qu'on la nomme parfois aux Pays-Bas) relèvent d'une responsabilité partagée de plusieurs ministères :
- du ministère de la Justice (pour la surveillance des frontières ou la protection des membres de la famille royale), comme la police nationale ;
- du ministère de l'Intérieur (pour les opérations de maintien de l'ordre, de missions d'assistance à la police civile).

Lorsque la maréchaussée aide la police à maintenir l'ordre public, la maréchaussée est placée sous les ordres du bourgmestre, comme la police municipale.
Enfin, en temps de guerre, la maréchaussée est placée sous le commandement du chef d'état-major de l'armée de terre du royaume des Pays-Bas.

## Missions

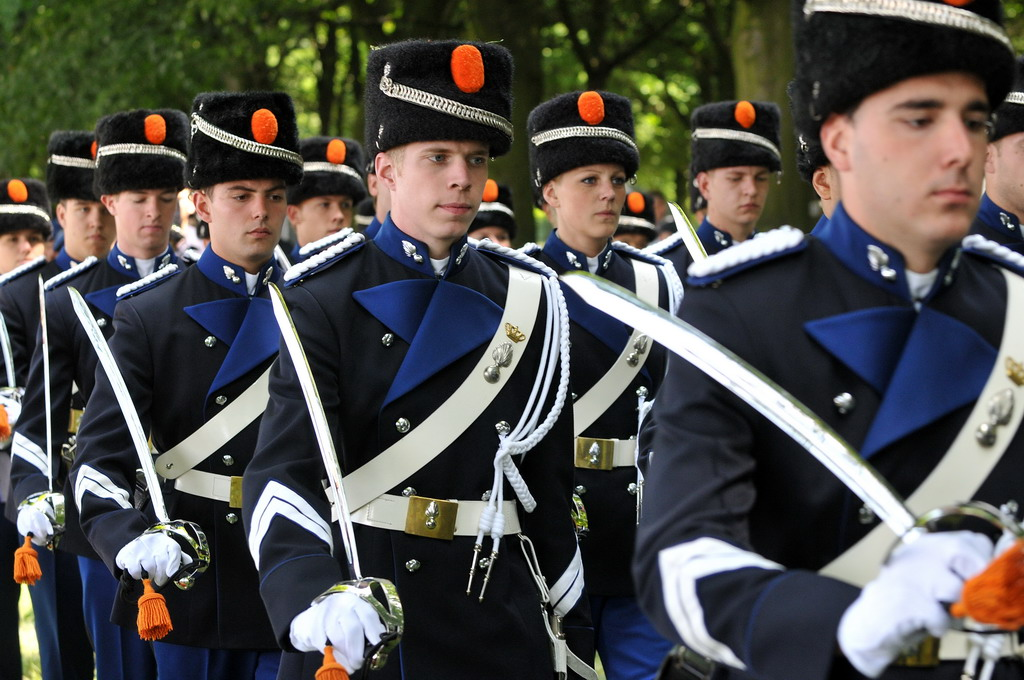
Gardes sous l'uniforme historique.

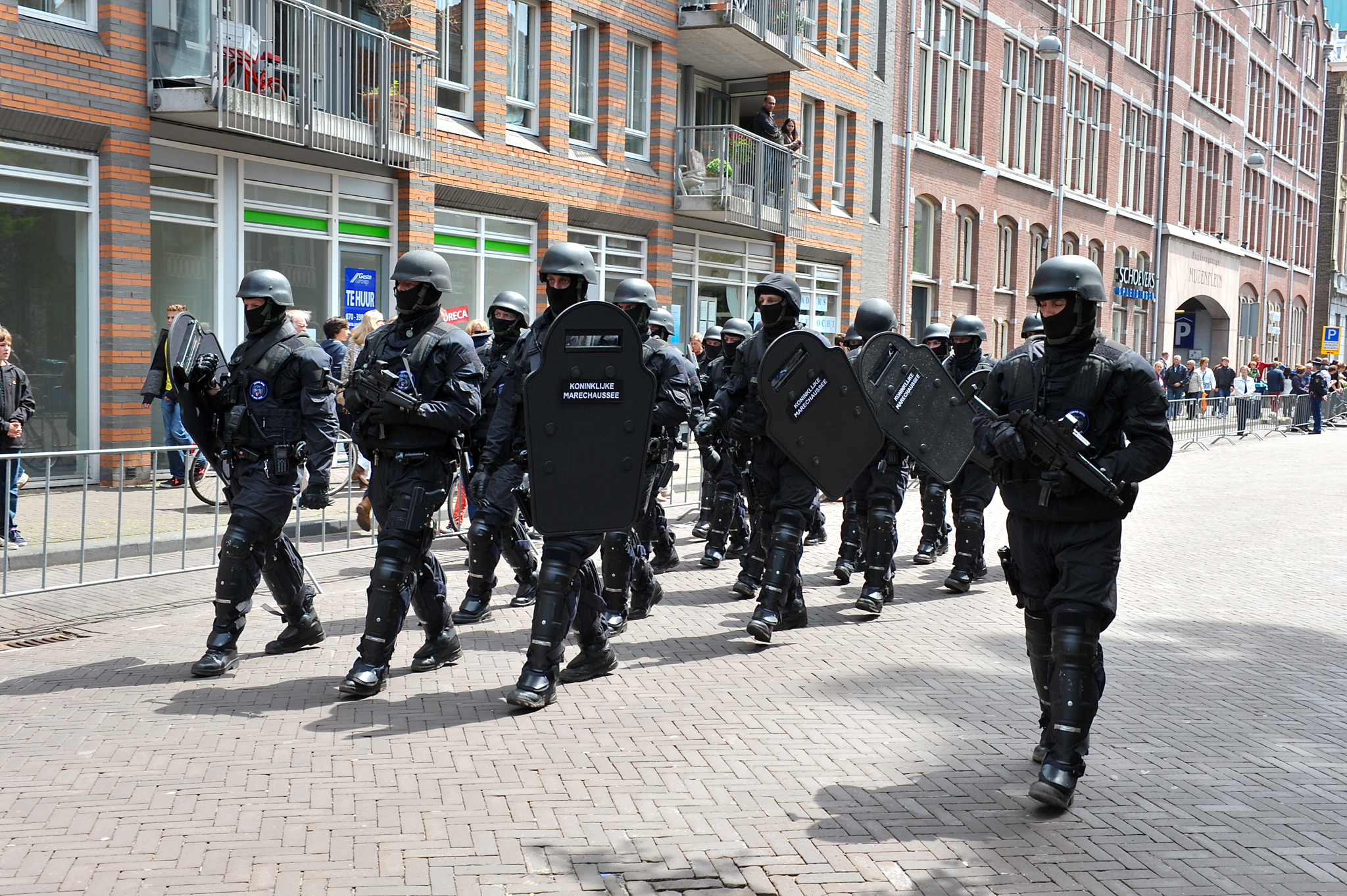
Unité spéciale d'intervention, défilant lors de la journée des vétérans, en 2013.

Ces dernières années, de nombreuses nouvelles tâches ont été assignées à la maréchaussée ; c'est le cas notamment des missions civiles de police, dont le nombre s'est considérablement accru. Pour l'accomplissement de celles-ci, définies dans la loi sur la police de 1993, la maréchaussée est assimilée à la police et incluse dans la loi d'organisation de la police de 1998.

### Tâches civiles
- Sécurité des membres de la Maison royale, en collaboration avec la division de la police nationale chargée de la sécurité de la famille royale et du corps diplomatique. Cette mission principale regroupe :
  - la garde et les patrouilles dans les palais royaux ;
  - les services d'honneur ;
  - les escortes.
- Tâches de police et de protection sur l'aéroport international de Schiphol (Amsterdam) et sur d'autres terrains d'aviation civils.

L'aspect sécurité se compose d'activités de surveillance et de mesures spécifiques de protection.
- Assistance à la police nationale dans le cadre d'une enquête judiciaire ou pour le maintien de l'ordre, ceci comprenant la participation à la lutte contre la criminalité transfrontalière.

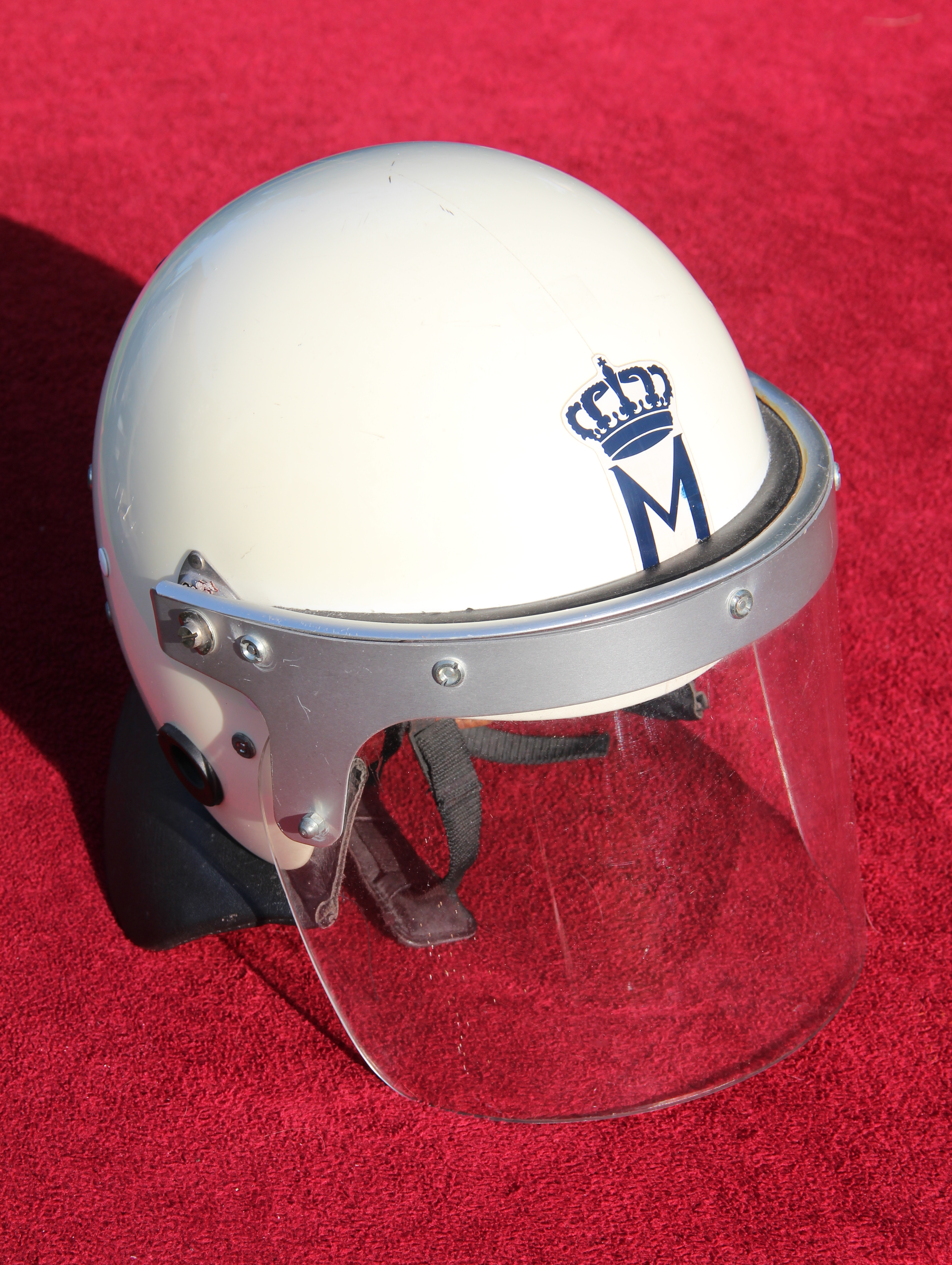
Casque utilisé en maintien de l'ordre par la maréchaussée royale des Pays-Bas.

Ces unités mobiles (ME selon l’abréviation en néerlandais) sont entraînées à la maîtrise de la violence, tant collective qu'individuelle, et forment ainsi l'instrument de maintien de l'ordre par excellence. Elles s'occupent de missions qui relèvent de la législation relative aux étrangers. Il s'agit notamment de la surveillance des frontières extérieures de l'espace Schengen et de la surveillance mobile des étrangers (MTV). Outre cela, elle peut assurer :
- Protection des transports de fonds des Pays-Bas.
- Surveillance et protection de la résidence officielle du Premier ministre, et composition de sa garde rapprochée. Cependant, l'actuel Premier ministre Mark Rutte refuse de se faire accompagner par des gardes du corps.
- Surveillance et protection des ministères et du Parlement.
- Protection de grands événements avec les autres polices : Coupes du monde de football, Réunions internationales ou Jeux olympiques par exemple.

### Tâches militaires
- Activités de police au profit des forces armées néerlandaises, mais également pour des forces étrangères ou des quartiers généraux militaires internationaux stationnés aux Pays-Bas.
- Missions de police sur les terrains relevant de la responsabilité du ministère de la Défense.

## Armement individuel et véhicules de service

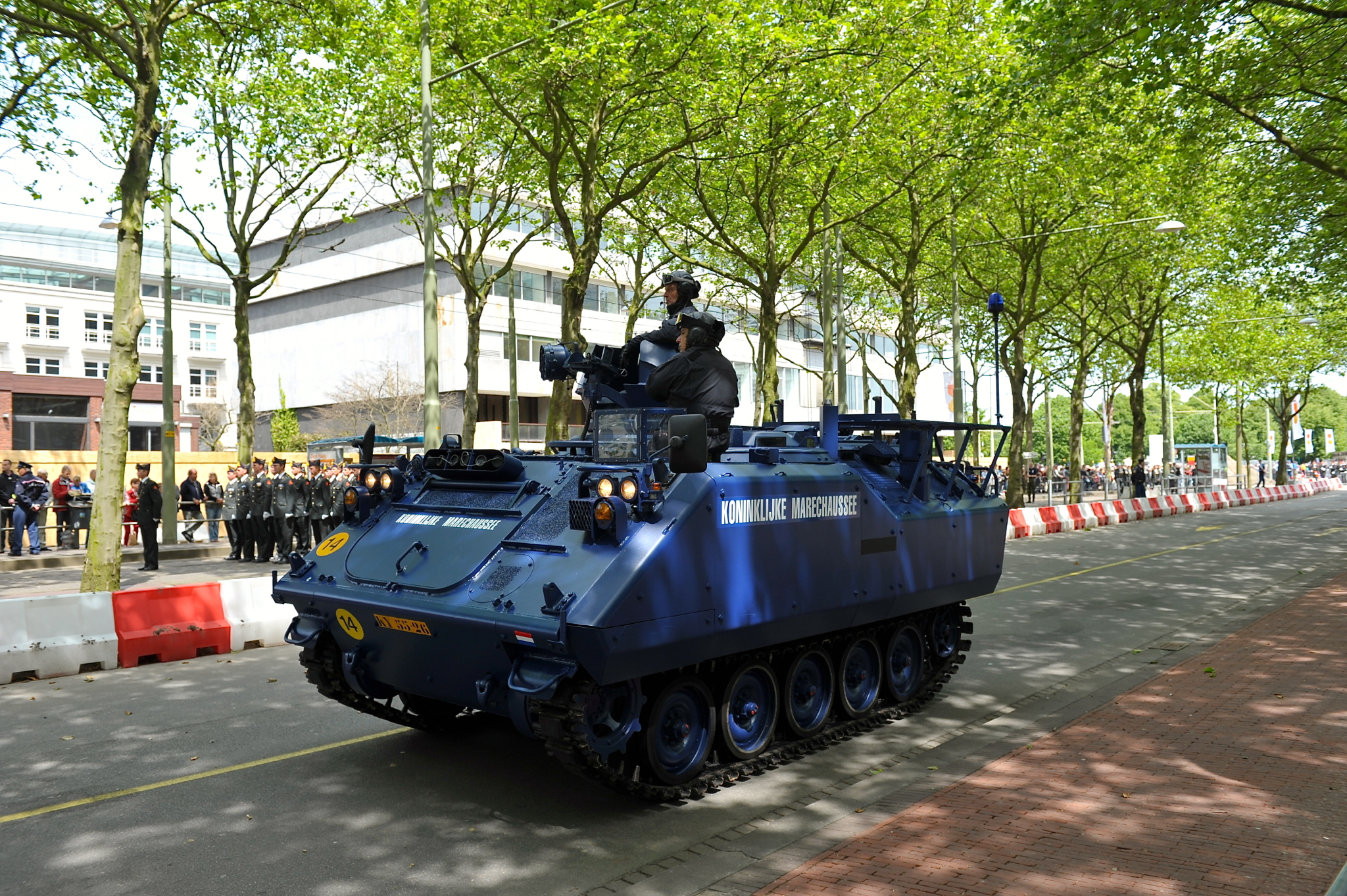
YPR-765.

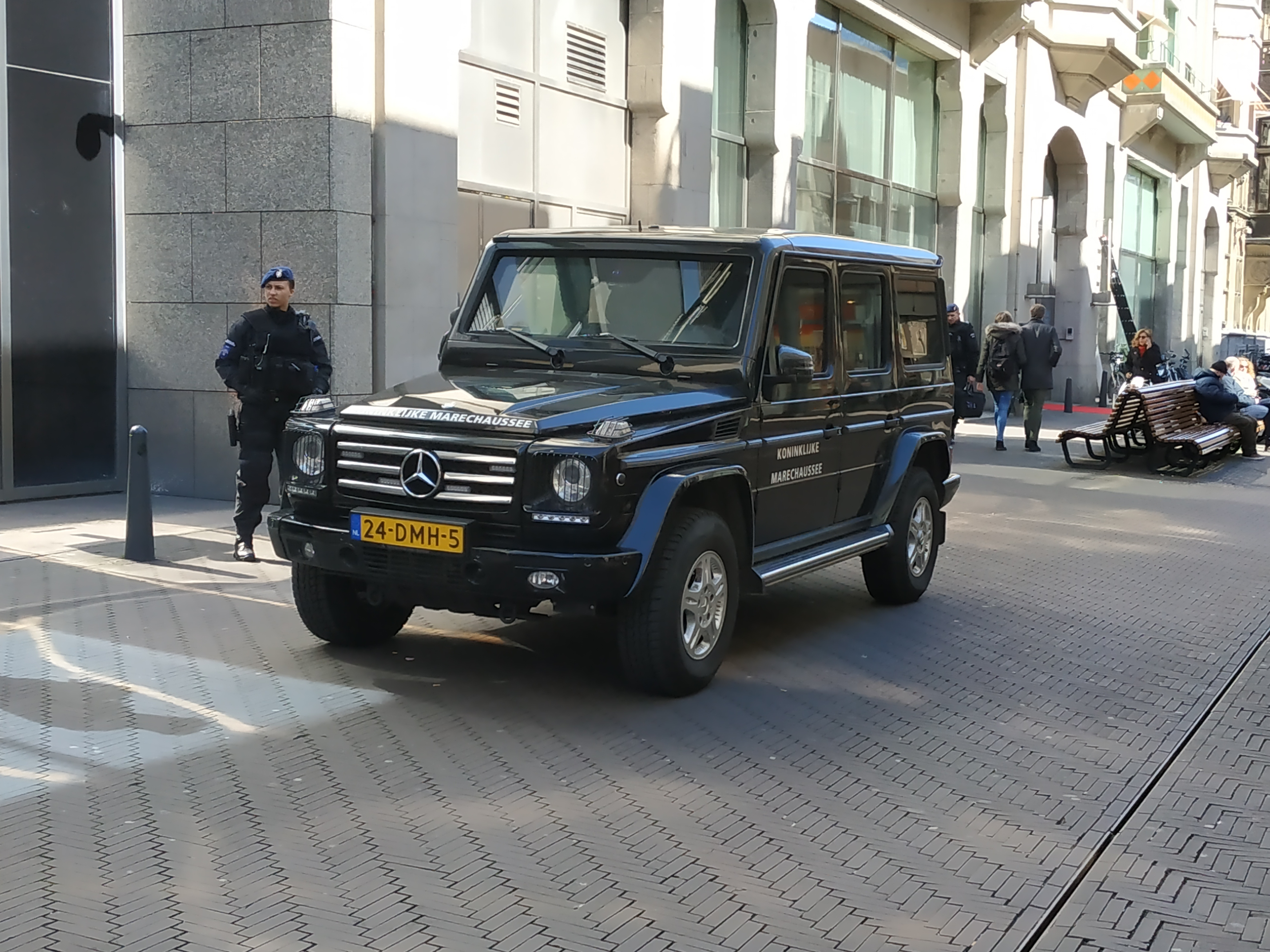
Mercedes-Benz classe G à la Haye

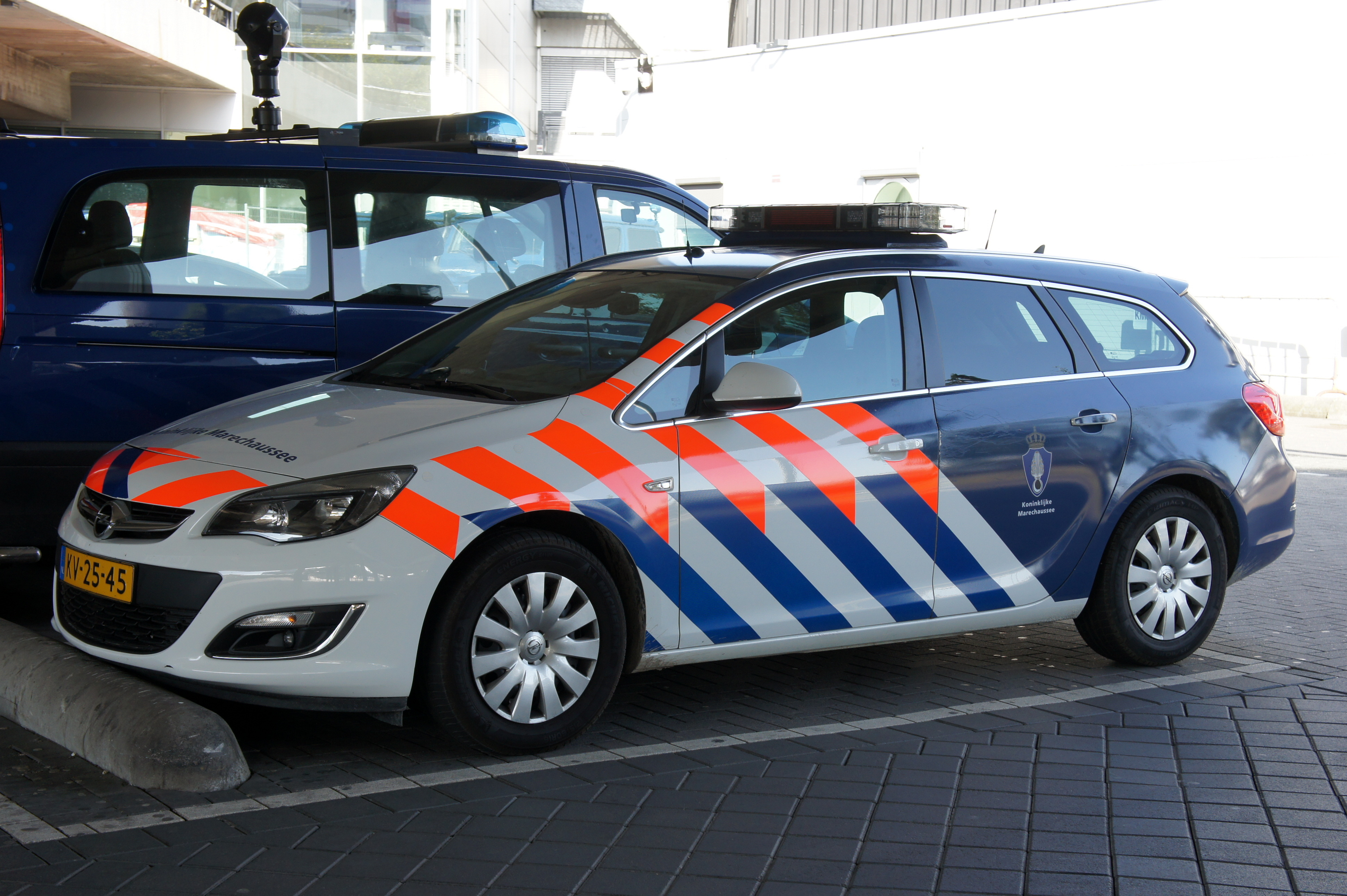
Opel Astra Break de patrouille

Afin de remplir ses missions civiles et militaires, la maréchaussée néerlandaise arme [Quand ?]ses membres de :
- Pistolets Glock 17 et Glock 26,
- Pistolets mitrailleurs Heckler & Koch MP5,
- Fusils d'assaut Heckler & Koch HK 416, Colt Canada C7NLD et Colt Canada C8NLD
- Fusil anti-émeute FN 303

De la même façon, la KM utilise plusieurs modèles de motos et de voitures sérigraphiées :
- Yamaha FJR 1300K (moto de route)
- Toyota Land Cruiser (4X4)
- Toyota Hilux pick up 4x4)
- YPR-765 KMar (blindé léger armé d'une FN MAG)
- KTM
- Mercedes-Benz Classe G (4x4 utilisé pour la sécurité de l'aéroport d'Amsterdam-Schiphol)
- Volkswagen Transporter (fourgon)
- Volkswagen Golf (berline)
- Volkswagen Amarok
- Mercedes-Benz Vito (fourgon)
- Mercedes Sprinter (fourgon)
- Opel Astra (berline)
- Ford Transit (fourgon)

Le 21 février 2025, elle reçoit le premier des deux avions de surveillance Diamond DA62MMP loués pour trois ans.